# Faz de Conta que NY É uma Cidade
Pretend It's a City (bra: Faz de Conta que NY é uma Cidade) é uma série documental estadunidense de 2021 dirigida por Martin Scorsese sobre a escritora Fran Lebowitz. Estreou em 8 de janeiro de 2021, na Netflix.

## Enredo
Passeie por Nova York e conheça a mente fascinante da escritora e humorista Fran Lebowitz, em uma conversa com Martin Scorsese.

## Produção
O New York Times chamou Pretend It's a City um filme subsequente a Public Speaking (2010), também estrelado por Lebowitz. De acordo com a escritora, o título é uma frase que ela grita com as pessoas ao tentar fazê-las sair do meio de uma calçada lotada. Depois que a pandemia de COVID-19 começou, ela observou, "agora as pessoas acham que tem um significado mais lírico e metafórico". Os episódios são organizados livremente em torno de tópicos como dinheiro, esportes, transporte e outros.
O documentário foi filmado antes da pandemia. As filmagens aconteceram em Manhattan, embora Lebowitz disse, "nós fomos para o Queens, [e foi] algo que Marty falou como se estivéssemos indo para o Afeganistão". Outros locais incluem o Players Club, a New York Public Library e as ruas de Manhattan.  
O documentário foi dedicado a Toni Morrison, amiga de longa data de Lebowitz. Em janeiro de 2021, o Saturday Night Live fez uma paródia da série, com Bowen Yang como Lebowitz e Kyle Mooney como Scorsese.

## Elenco

### Principal
- Fran Lebowitz como ela mesma
- Martin Scorsese como ele mesmo

### Recorrente
- Alec Baldwin como ele mesmo
- Spike Lee como ele mesmo
- David Letterman como ele mesmo
- Toni Morrison como ela mesma
- Olivia Wilde como ela mesma

## Recepção
No Rotten Tomatoes, a série detém um índice de 90% de aprovação com base em 30 críticas, com uma nota média de 7,83/10. O consenso crítico do site diz: "Se Pretend It's a City não consegue corresponder à influência criativa de sua dupla central, ainda assim é um prazer ver o amor deles por sua cidade - e um pelo outro - em plena floração". No Metacritic, a série tem uma pontuação média ponderada de 76 de 100, com base em 11 avaliações, indicando "críticas geralmente favoráveis".